# Gottfried Schindler (Architekt, 1870)
Gottfried Schindler (* 12. August 1870 in Glarus; † 28. September 1950 in Zollikon) war ein Schweizer Architekt.
Schindler studierte 1889 bis 1894 an der Bauschule des Zürcher Polytechnikums. Nach dem Abschluss arbeitete er am Bau der Schweizerischen Landesausstellung 1896 in Genf, danach Tätigkeiten in Frankreich, ein einjähriger Studienaufenthalt in Paris, Mitarbeit in Frankfurt am Main, bevor er 1899 in die Schweiz zurückkehrte; nach St. Gallen und Zürich, wo er zuletzt bei Kehrer und Knell arbeitete.
Während seines Studiums in Zürich trat er der Akademischen Turnerschaft Utonia bei und während seines Aufenthalts in Genf der Akademischen Turnerschaft Rhodania Genf.
1903 gründete er zusammen mit dem ebenfalls aus Glarus stammenden Johann Rudolf Streiff das Architekturbüro Streiff und Schindler, das 15 Jahre bestand, die allgemeine Auftragskrise im Ersten Weltkrieg aber nicht überlebte. Das Büro, in dem Schindler den technischen Part übernahm, während Streiff für den Entwurf zuständig war, zeichnete neben einer Reihe von repräsentativen Landhäusern im Zürcher Umland und in der Glarner Heimat die Pläne für das 1910 eröffnete Zürcher Volkshaus. Schindler gehörte 1908 zu den Gründern des Bundes Schweizer Architekten, wo er auch drei Jahre lang Zentralobmann war.
Aufgrund wirtschaftlicher Schwierigkeiten wegen des Ersten Weltkriegs trennte er sich von Streiff, um in das Maschinenbauunternehmen Bucher-Guyer seines Schwiegervaters einzutreten; er zog daher von Zollikon, wo er Gemeinderat gewesen war, nach Niederweningen, wo er als Schulpräsident amtete. Gottfried Schindler war Hauptmann der Schweizer Armee.